# Der Landser
Der Landser ist der Titel einer von 1957 bis 2013 wöchentlich im deutschen Pabel-Moewig Verlag (Bauer Media Group) erschienenen Reihe kriegsverherrlichender Heftromane. Im Untertitel wurden „Erlebnisberichte zur Geschichte des Zweiten Weltkrieges“ angekündigt. In erster Linie enthielten sie jedoch faktisch nicht überprüfbare pseudodokumentarische Abenteuergeschichten aus einer vordergründig unpolitisch-subjektiven Sicht deutscher Wehrmachtssoldaten (sogenannten Landsern) vor der Kulisse des Zweiten Weltkrieges. In diesen Heften wurde der Mythos der „sauberen Wehrmacht“ propagiert.
Der Landser gilt als die erfolgreichste unter den Kriegsromanreihen im deutschsprachigen Raum. Der Begriff Landserheft wird vor allem in Deutschland vielfach als Synonym für kriegsverherrlichende Trivialliteratur schlechthin gebraucht.

## Hintergrund und Geschichte
Siehe auch Landser (Soldat) zur Herkunft des Wortes.
Im Nachkriegsdeutschland war das Thema Krieg zunächst wenig populär. Während in der Zeit des Nationalsozialismus chauvinistische, den Tod auf dem Schlachtfeld glorifizierende Heldengeschichten den Löwenanteil der Jugendliteratur ausmachten und von Wehrmacht, Hitlerjugend und NSDAP gefördert wurden, verschwand dieses Genre nach dem Krieg fast vollständig vom deutschen Markt.
Eine Renaissance in Westdeutschland erlebten die Kriegsromanhefte in den 1950ern, was mit dem Wegfall der alliierten Zensur, einer starken rechten Publizistik und dem veränderten politischen Klima im Vorfeld der Wiederbewaffnung zusammenhing. 1953, nach dem Ende des Koreakrieges, vermeldete das Meinungsforschungsinstitut Emnid, dass eine Mehrheit der Bundesbürger eine Wiederbewaffnung befürworte. Der auf einem Soldatentreffen gefallenen Äußerung, die eigentlichen Kriegsverbrecher seien die Alliierten, stimmten 46 Prozent der Befragten zu. 55 Prozent vertraten die Auffassung, man könne die Verbrechen der Wehrmacht in den besetzten Gebieten deren Angehörigen nicht mehr anlasten. Diese positivere Einstellung zu Krieg und Militär, steigende Zustimmung zur Wiederbewaffnung und die Forderung nach einem „Schlussstrich“ unter die NS-Vergangenheit ließen es Romanheftverlagen wie dem Arthur Moewig-Verlag gewinnbringend erscheinen, auch wieder Serien auf den Markt zu bringen, in denen der Krieg den Stoff für Unterhaltung lieferte. Dieses Meinungsklima, auf das die Verlage schließlich marktgerecht reagierten, war das Ergebnis einer durch den Kalten Krieg geprägten Berichterstattung (vor allem über den Koreakrieg) sowie einer seit etwa 1950 von der damaligen Bundesregierung im Zuge der Wiederbewaffnungsdiskussion inszenierten Propagandakampagne, die sich zunächst an ehemalige Soldaten und später an die gesamte Bevölkerung richtete.
1953 legte der Moewig-Verlag die Reihen SOS – Schicksale deutscher Schiffe und Fliegergeschichten auf. Ein Jahr später folgte Anker-Hefte. Seefahrt in aller Welt. Klaus F. Geiger kommentierte diese thematische Auswahl:

„Nicht ohne Grund wurde der Krieg zunächst nicht durch Erzählungen über das Heer, sondern über Marine und Luftwaffe verharmlost, da diese Armeeteile leichter ‚als Residuen alter Ritterlichkeit, als moralische Naturschutzgebiete verklärt‘ werden konnten.“

Als Herausgeber der Fliegergeschichten fungierte Peter Supf, der ab 1939 Mitherausgeber der Kriegsbücherei der deutschen Jugend gewesen war, die im Auftrag des Reichsjugendführers und in Zusammenarbeit mit dem Oberkommando der Wehrmacht sowie Vertretern der Teilstreitkräfte herausgegeben worden war. Für SOS Schicksale deutscher Schiffe und Seefahrt in aller Welt zeichneten Fritz-Otto Busch und Otto Mielke verantwortlich, die bereits während der NS-Zeit unter anderem stramm nationalsozialistisch ausgerichtete Seekriegsromane verfasst hatten. 1957 startete Moewig die Serie Soldatengeschichten aus aller Welt und einige Jahre später Soldaten und Kameraden. Der Erich Pabel-Verlag, damals Moewigs größter Konkurrent, konterte 1957 mit Der Landser, „authentischen Erlebnisberichte[n] zur Geschichte des Zweiten Weltkriegs“. Der Landser, der vor allem den Krieg im Osten thematisierte, entwickelte sich zur erfolgreichsten Kriegsromanserie der Nachkriegszeit. Bis heute sind mehr als 2800 Kleinband- sowie über 1300 Großbandausgaben erschienen. Begründet wurde die Serie von dem ehemaligen Jagdflieger Bertold K. Jochim, der bis 1999 in der Redaktion tätig war, zuletzt als Chefredakteur. Dabei konnte er auf bewährte Konzepte zurückgreifen. Der Vorläufer des „Landser“ war bereits während des „Dritten Reiches“ verlegt worden, um Jugendliche mit der erwünschten Kriegsbegeisterung zu erfüllen. Nach Kriegsbeginn waren im Auftrag des „Jugendführers des Deutschen Reiches“, Baldur von Schirach, mehr als 100 Ausgaben der „Kriegsbücherei der deutschen Jugend“ erschienen.
Zwischen 1956 und 1959 stieg die Anzahl der produzierten Kriegsromanserien rapide an, was man mit einem „Ineinander von Profitkalkül und politischen Akten“ (Geiger 1974) erklären kann. Die Entscheidungen der Verleger folgten auf die Aufstellung der ersten Bundeswehrverbände (ab 2. Januar 1956) und die Einführung der allgemeinen Wehrpflicht. Die Wiederbewaffnung in Verbindung mit dem durch die Auswahl der führenden Offiziere bedingten Anknüpfen an die deutsche Wehrmacht forcierte und legitimierte das literarische Interesse an den Heldentaten deutscher Soldaten. Auf den Landser folgten in kurzen Abständen weitere ähnliche Serien wie beispielsweise Landser Großband, Landser Spionage, Ritterkreuzträger, So lacht der Landser und Klingender Roman der Landser (mit Schallfolie). „Die Schaffung der Bundeswehr hat diese Serie erst geschaffen“, erklärte der Verleger des Landser, Erich Pabel.
Im Jahre 1959 erreichte die Landserheft-Produktion ihren Höhepunkt, danach endete der Boom, und die Zahl der Serien nahm stark ab. Hatte die Propaganda, die über die Rehabilitation der deutschen Wehrmacht die Zustimmung der bundesdeutschen Bevölkerung zur Wiederbewaffnung steigern sollte, zunächst eine hohe Nachfrage nach Kriegsdarstellungen geweckt, so ebbte diese nun allmählich ab, nachdem die Bundeswehr etabliert war. Zunehmende zeitgeschichtliche Informiertheit führte ab etwa 1955 zu einem gravierenden Wandel des öffentlichen Diskurses über das „Dritte Reich“. Während das erste Nachkriegsjahrzehnt als das Jahrzehnt vor der Forschung über den Nationalsozialismus bezeichnet werden kann, in dem häufig schönfärberische „Erinnerungen“ das Bild des Nationalsozialismus prägten, erschien nun eine Reihe Dokumentationen, die weite Verbreitung fanden, etwa Der Nationalsozialismus von Walther Hofer, das 1957 mit 50.000 Exemplaren erstmals aufgelegt und bis 1961 über 300.000-mal verkauft wurde. Die Forschungen des Instituts für Zeitgeschichte begannen sich in verschiedenen Veröffentlichungen niederzuschlagen, und auch die Bundeszentrale für politische Bildung (damals noch „Bundeszentrale für Heimatdienst“) verstärkte ihre publizistischen Aktivitäten. Die ab 1959 von SDR und WDR geplante 14-teilige TV-Dokumentation Das Dritte Reich erreichte 1960/61 eine Zuschauerquote von fast 60 %, was umgerechnet auf die damalige Verbreitung des Mediums etwa 20 % der westdeutschen Bevölkerung ausmachte. Der Holocaust gelangte in der zweiten Hälfte der 1950er Jahre zunehmend ins öffentliche Bewusstsein. Unmittelbarer Anlass für den allgemeinen Stimmungsumschwung war eine Reihe spektakulärer Justizskandale im Jahr 1958, in denen antisemitische NS-Straftäter durch NS-belastete Richter begünstigt wurden und über die die Medien ausgiebig berichteten. Besondere Bedeutung erlangte in diesem Zusammenhang der Ulmer Einsatzgruppen-Prozess.
Die veränderte öffentliche Wahrnehmung des Nationalsozialismus blieb nicht ohne Folgen für das Geschäft mit den Kriegsromanen. Nachdem bereits 1959 die ersten Indizierungsanträge erfolgt waren, gerieten die Kriegsromanserien nun auch ins Fadenkreuz der Bundesprüfstelle für jugendgefährdende Schriften, die seit ihrer Gründung 1954 zwar insgesamt 692 „Kriminal- und Abenteuerromane“, „Liebes- und Sittenromane“, „Sexualaufklärungsschriften“ etc. indiziert hatte, bis dato jedoch kein einziges Kriegsheft. Diese, insbesondere die „Landser“-Serie des Pabel-Verlages, der zu dieser Zeit bereits eine marktbeherrschende Stellung innehatte, wurden zunehmend Gegenstand öffentlicher Kritik. Ende der 1950er Jahre nannte der Süddeutsche Rundfunk die Produkte des Pabel-Verlages „harter Nationalkitsch“. In einer Sendung des NDR erklärte Hans-Jürgen Usko:

„Stil, Form, Aussage und Inhalt der bundesdeutschen Kriegs-Groschenliteratur decken sich auf unheimliche Weise mit dem Stil, der Form, mit der Aussage und mit dem Inhalt der Berichte der sogenannten Propagandakompanien des Großdeutschen Reiches während des Zweiten Weltkrieges – in 50 von 100 Fällen haben sich nicht einmal die Autoren geändert.“

Ein Versuch des Pabel-Verlages, gegen die Verantwortlichen einer am 29. Juli 1960 vom Süddeutschen Rundfunk ausgestrahlten Sendung Der Krieg im Groschenheft gerichtlich vorzugehen, scheiterte. Die Debatte der Jahre 1959/60 hatte die Indizierung von neun Kriegsbüchern und sechs Kriegsromanheften (darunter drei Landser-Hefte und zwei Landser-Großbände) zur Folge. Einige Anträge wurden abgelehnt, darunter einer, Heft 77 des „Landser“ betreffend:

„Hier handelt es sich zwar um billigsten, verlogenen Kitsch in Schmierenmanier und mit sentimental-albernen Zwischenszenen, aber eben nur um Unsinn, ohne daß besondere jugendgefährdende Umstände hervortreten.“

Die Verlage reagierten auf die Indizierungen, indem sie die Kriegsromanhefte aus ihrem Programm nahmen oder sie „entschärften“. Der zu Pabel gehörige Uta-Verlag stellte die Reihe Die andere Seite ein, der Moewig-Verlag reduzierte die Zahl seiner Serien auf eine, und der Pabel-Verlag milderte Titelbilder und Sprache ab. „Zehn Indizierungen von sogenannten ‚Landser-Heften‘, die meist kriegsverherrlichende oder -verharmlosende Abenteuer erzählten, genügten, um größere Verlage zur Selbstkontrolle bzw. Umstellung ihrer Produktion in diesem Bereich zu veranlassen“ (BPjM).
1970 übernahm die Bauer Verlagsgruppe den Pabel-Verlag und bildete 1972 die Verlagsgruppe Pabel-Moewig-Semrau. Dem Zusammenschluss der einstigen Konkurrenten folgte eine Konsolidierung ihrer Verlagsprogramme, ehemalige Moewig-Titel wie Fliegergeschichten und SOS Schicksale deutscher Schiffe erschienen danach unter dem Label des Landser weiter oder sie wurden in teilweise veränderter Form neu aufgelegt.
1999 übernahm der Historiker Guntram Schulze-Wegener Jochims Stelle als Ressortleiter „Zeit- und Militärgeschichte“ des VPM-Verlags.
Im Juni 2013 erschien Der Landser aufgrund des „großen Erfolges und vielfacher Nachfrage aus Großbritannien und den USA“ (Verlagsangabe) erstmals auch als E-Book in englischer Sprache unter dem Titel LANDSER TRUE STORIES. Nach einer Debatte um ein Verbot der Reihe kündigte der Bauer-Verlag am 13. September 2013 an, die Reihe nicht mehr fortzuführen.

## Autoren
Zu den Autoren der Serie gehören neben dem Serienbegründer unter anderen Kurt Ziesel, Hanns Möller-Witten, Alex Buchner, Fritz-Otto Busch, Werner Haupt, Otto Mielke, Gerd F. Heuer, Franz Kurowski, Günter Fraschka, Wilhelm Tieke oder auch der ehemalige Abwehrmann und wegen Kriegsverbrechen verurteilte Heinz A. Eckert. Dabei handelt es sich zumeist um ehemalige NSDAP-Mitglieder, die bereits während der NS-Zeit schriftstellerisch oder journalistisch tätig gewesen waren oder ihr Handwerk in den Propagandakompanien erlernt hatten, darunter viele, die nach dem Krieg nicht nur für den Landser schrieben, sondern auch für einschlägige Verlage aus dem rechtsextremen Spektrum wie Schild, Druffel, Türmer oder Vohwinkel. So arbeiteten beispielsweise Werner Haupt oder Hans Möller-Witten unter anderem auch für Gerhard Freys Deutsche National-Zeitung oder Franz Kurowski für Nation und Europa. Nicht selten waren Autoren des Landser darüber hinaus in sogenannten Traditionsverbänden oder sogar offen rechtsextremistischen Organisationen wie der Gesellschaft für Freie Publizistik aktiv, beispielsweise Franz Kurowski oder Kurt Ziesel.

## Inhalte
Ein Landser-Heft enthält in romanartiger Form vermeintliche Augenzeugenberichte und angeblich persönliche Erfahrungen überwiegend deutscher Soldaten aus dem Zweiten Weltkrieg. Mit Ausnahme von Personen der Zeitgeschichte, die häufig in die Geschichten eingeflochten werden, sind die handelnden Personen fiktiv und hinsichtlich äußerer Erscheinung, Auftreten und Charakter stark stereotypisiert. Die Schilderungen erfolgen aus der Perspektive des „einfachen Soldaten“, des sogenannten „Landsers“. Der „Landser“ ist zumeist ein Offizier mittleren oder niedrigeren Ranges, da sich Mannschaftsdienstgrade nicht besonders als Helden- und Identifikationsfiguren eignen.
Die Handlung ist trivial, es kämpft das Gute – die Deutschen und ihre Verbündeten – gegen das Böse – die Alliierten, zumeist „der Iwan“ –, und es gibt ein Happy End. Am Ende siegt das Gute, und in den wenigen Fällen, in denen die Deutschen verlieren, tun sie das ehrenvoll, ritterlich und heldenhaft, was häufig dadurch zum Ausdruck gebracht wird, dass die Autoren sie von Protagonisten der Gegenseite für ihren Mut und ihre Tapferkeit loben lassen. Wenn die deutsche Seite gewinnt, dann aufgrund taktischen Geschicks, überlegener Kampfweise oder ruhmreicher Heldentaten Einzelner – häufig „Ritterkreuzträger“ – sowie diverser Sekundärtugenden, die im Landser vorzugsweise deutschen Soldaten zugeschrieben werden, selten jedoch den Vertretern anderer Armeen. Verlieren die Deutschen, dann nur aufgrund materieller oder personeller Überlegenheit des Gegners, wegen seiner unfairen Kampfweise, wegen schlechter Witterungsbedingungen, aufgrund falscher militärischer Entscheidungen, die fernab der Front gefällt wurden, oder weil es eben Schicksal war. Der Krieg erscheint als Abenteuer, manchmal lustig-ironisch, manchmal gefährlich, bisweilen tödlich – doch man kann das Abenteuer auch glücklich und unversehrt überstehen. Ziel des Krieges, dessen Ursachen nicht weiter hinterfragt werden, ist der Sieg der Wehrmacht, deren Sicht auf den Krieg diejenige ist, die im Landser dem „einfachen Soldaten“ zugeschrieben wird.
Der Landser ist ein Relikt jener nationalistischen Publizistik der 1950er Jahre, die sich im Kontext der Wiederbewaffnungsdiskussion um eine grundlegende Revision des Bildes vom deutschen Soldaten und seiner Rolle im Zweiten Weltkrieg bemühte. In den Heften wird der Mythos der sauberen Wehrmacht fortgeschrieben; Idealisierung der Wehrmacht und Dämonisierung ihrer Gegner, insbesondere der Roten Armee, bedingen dabei einander. Das Bild der „Feinde“, die zumeist als anonyme Masse dargestellt werden, ist geprägt durch nationale Stereotype, Vorurteile und Rassismus. Während bei den Gegnern der Deutschen, insbesondere bei der Roten Armee, Politik sehr wohl eine Rolle spielt oder gar Hauptmotivation ist, erscheint die Wehrmacht gänzlich unpolitisch; der Nationalsozialismus, seine Riten, Symbole und Funktionsträger werden weitgehend tabuisiert. Deutsche Kriegsverbrechen, Massenexekutionen und Konzentrationslager, Gestapo und SD tauchen in den Heften nicht auf; die Waffen-SS wird zum normalen Bestandteil der Wehrmacht. Die Kriegsursachen werden ausgeblendet, der Zweite Weltkrieg wird zu etwas Natürlichem, Schicksalhaftem, in dem man seine Pflicht erfüllen und sich heldenhaft bewähren muss, wobei der Angriffskrieg subtil zum Verteidigungskrieg umgedeutet wird. Die Schrecken des Krieges werden, entgegen den Beteuerungen des Verlages, durch den spannenden und dramatischen Erzählstil stark relativiert. Dem Leser wird suggeriert, dass sich durch diese pseudo-authentischen Geschichten vermeintlicher Erlebnisse Einzelner oder von Kleingruppen vor dem Hintergrund militärischer Großereignisse das Wesen des Zweiten Weltkrieges offenbare.
Der Landser verspricht „Erlebnisberichte zur Geschichte des Zweiten Weltkrieges“ und erhebt Anspruch auf Authentizität. Lebensläufe von „Ritterkreuzträgern“, Informationen zu Uniformen und Auszeichnungen, steckbriefartige Datenblätter von Waffen oder technischem Gerät, Skizzen von Schlachtverläufen, Kartenmaterial und Fotografien sollen dem „Landser“ einen dokumentarischen Anstrich verleihen. Den Untersuchungen Klaus F. Geigers zufolge neigten besonders männliche Jugendliche dazu, den Verlautbarungen des Herausgebers Glauben zu schenken und, ganz im Gegensatz beispielsweise zu Kriminal- oder Fantasyromanen, dem Landser mehr den Charakter des Dokumentarischen denn des Fiktiven zuzuerkennen. Über achtzig Prozent der Befragten hielten die Erzählungen in den Landser-Heften für „wirklich“ und „echt“. Ferner ergab die Studie, dass Jugendliche nach der Lektüre von Landser-Texten häufiger als vorher negative nationale Vorurteile äußerten und eine erhöhte Bereitschaft zu autoritär angeordneter Gewaltanwendung aufwiesen. Gegenüber Desinteressierten zeigten sich „Landser-Interessenten“ insgesamt empfänglicher für apologetische Deutungen des Nationalsozialismus.
1974 verfasste Klaus F. Geiger die erste wissenschaftlich fundierte, bislang umfassendste und noch heute gültige Untersuchung des Landsers. Am Ende der Inhaltsanalyse gelangt der Autor u. a. zu folgendem Resümee:

„‚Wenn wir hier jemals rauskommen‘ lässt der Autor eines ‚Ritterkreuzträger‘-Heftes seine Vorbildfigur sagen, ‚dann sollen diejenigen, die nach uns kommen, wissen, wie es in Wirklichkeit war‘ (661, 75). Dem Leser dieser Stelle wird suggeriert, es handele sich um das Versprechen eines Kriegsteilnehmers, welches durch die Literatur im Stile der ‚Landser‘-Reihen eingelöst werde. Demgegenüber und im Widerspruch zu den entsprechenden redaktionellen Intentionsäußerungen hat die Inhaltsanalyse erwiesen, dass die Wirklichkeit des Zweiten Weltkrieges verfälscht wiedergegeben wird, und zwar im Sinne spezifisch militaristischer Reduktionen der Realität in ihrer Darstellung: Der Krieg erscheint als Summe der Handlungen kleiner Gruppen an der Front – Grund, Zweck und Sinn des Zweiten Weltkrieges bleiben ungenannt; das Leiden wird verschwiegen und abgeschwächt, von anderen Themen überlagert, Töten und Verwunden verschwinden hinter den sie bezweckenden, einfühlbaren spannenden Aktionen; die Perspektive der Schilderung und Wertung ist nationalistisch, wird allenfalls zum NATO-pluralen Standpunkt hin erweitert; die einfachen Soldaten erscheinen als gehorsame Söhne ihrer vorbildlichen Vorgesetzten oder als Material in der Hand höherer Ränge, aus deren Blickwinkel die Vorgänge gewertet werden; das Handeln aller wird bestimmt durch Sachzwänge, welche durch das in der Schilderung implizite, von Figuren wie Erzähler-Autoren gemeinsam anerkannte Ziel des militärischen Sieges definiert werden. …
Ein wesentliches Ergebnis der Umformung der Kriegsrealität in den Heften ist die Herauslösung der deutschen Wehrmacht aus politischen und gesamtgesellschaftlichen Zusammenhängen, ist das stillschweigende Ausgehen von ihrer Schuldlosigkeit. Es resultiert ein gereinigtes Bild deutscher Militärs …
Unter den angeblichen redaktionellen Zielen wird allein das Angebot ‚spannender Unterhaltung‘ in den (meisten der) untersuchten Erzählungen realisiert. Daß gerade Krieg als ‚Abenteuer‘ dargestellt und konsumiert werden kann, verweist – wie viele einzelne Inhalte der Hefte – auf die Vermischung von relativ Wahrem mit Falschem. …
Die analysierten Inhalte der Kriegsromanhefte wiederholen nicht nur die Ausbeutung der deutschen Soldaten, sie stellen auch einen Betrug am Leser, namentlich am jugendlichen Leser, dar. Dies gilt im Hinblick auf das vermittelte, mehr noch: auf das verschwiegene Wissen über den Zweiten Weltkrieg. Es gilt auch für die Wertungsstandpunkte und die als vorbildlich herausgestellten Verhaltensweisen, die dem Leser geliefert werden, wenn er sich mit dem Wunsch nach angenehmer Erregung in die dargestellten, in einer überschaubaren Welt sich abspielenden spannenden Aktionen einfühlt.“

## Auflage und Leserschaft
Aufgrund der intransparenten Informationspolitik des Verlages konnte die Auflage nur geschätzt werden. Sie lag laut Spiegel Ende der 1950er Jahre bei etwa 500.000 pro Monat und sank dann bis zu Beginn der 1980er Jahre deutlich. Seit der Wiedervereinigung stieg die Anzahl der Leser wieder. Nach Angabe des Spiegel betrug die Auflage seit den 1990er Jahren etwa 60.000 pro Heftroman.
Der Literaturwissenschaftler Peter Conrady nennt für Oktober 2003 folgende Zahlen:
- Der Landser (Kleinband): 42.000
- Der Landser (Großband): 28.000
- Der Landser (SOS): 20.000

Nach eigenen Angaben soll die Heftserie, die sich inhaltlich, gestalterisch und konzeptionell stark an die NS-konforme Jugendliteratur der Zeit des Nationalsozialismus anlehnte, vor allem für ehemalige Wehrmachtsoldaten konzipiert worden sein, unter denen der Verlag auch einen Großteil seiner Leserschaft vermutete. Untersuchungen zeigten jedoch, dass bereits Ende der 1950er Jahre ein Großteil der Leser aus Jugendlichen bestand. Es wird davon ausgegangen, dass bis zur Wiedervereinigung etwa 60 bis 80 Prozent der Leser aus männlichen Jugendlichen unter 18 Jahren bestand. Insbesondere im nationalistischen und rechtsextremen Umfeld in Ostdeutschland entwickelte sich Der Landser, der in der DDR bis 1990 als Schundliteratur verboten gewesen war, zu einer beliebten Lektüre.
Der Soziologe Jürgen Ritsert weist in einer Veröffentlichung aus dem Jahr 1964 darauf hin, dass durch den intensiven Tauschmarkt und den im Zeitschriftenhandel und an Kiosken praktizierten Tausch von zwei alten gegen ein neues Heft die Leserzahl nicht allein aus der Auflage zu schätzen sei. Außerdem sicherte trotz der kurzen Verfügbarkeit im direkten Handel auch dieser Tauschmarkt die lange Verfügbarkeit einzelner Hefte in Leserkreisen.

## Werbung und Anzeigen
Während die Landser-Hefte in den frühen 1960er Jahren noch branchenübliche Kleinanzeigen enthielten, waren sie in den 1970ern fast werbefrei. Ausnahmen bildeten, neben der Eigenwerbung des Verlages, Anzeigen, in denen Verlage und Versandfirmen Bücher, Bildbände oder Filmdokumente über den Zweiten Weltkrieg und die NS-Zeit anpriesen, sowie Werbung für Devotionalien wie die echte Wehrmachtsuhr:

„Neu: Die echte Wehrmachtsuhr ist wieder da! Die Nachfolgerin der sagenhaft robusten und zuverlässigen alten deutschen Wehrmachtsuhr. Gefertigt vom früheren Hersteller. Jetzt mit automatischem Selbstaufzug und Kalender. Die Uhr, die nicht kaputtzukriegen war. Die Uhr, die nie einen „Landser“ im Stich ließ …“

Ernst Antoni führt den Rückgang des Anzeigengeschäftes auf die intransparente Informationspolitik des Verlages zurück. Informationen über die Auflagenhöhe des Landser waren von Pabel-Moewig nicht zu erhalten, woraus Antoni schließt, dass die Auflagenhöhe verheimlicht werden sollte, da der Verlag eine öffentliche Diskussion um den Einfluss der Serie befürchtete. Möglich wäre auch ein tatsächlicher Rückgang der Auflagenhöhe, wie 1998 vom Spiegel berichtet, so dass die Hefte für Anzeigenkunden uninteressant wurden. Wilking nimmt als wahrscheinlichste Erklärung an, dass viele potenzielle Inserenten nicht mit nationalistischem Gedankengut in Verbindung gebracht werden wollten. Erst seit den 1990er Jahren waren wieder verstärkt Werbung und Kleinanzeigen in den Heften zu finden, vor allem für Devotionalienhändler und rechtsgerichtete Kleinverlage, die im Landser „Kassetten mit Liedern, die wir einst sangen, darunter völkische Schnulzen (‚Mein Kamerad‘) des NPD-Barden Frank Rennicke“, feilboten, sowie Filme und Literatur über den Nationalsozialismus und den Zweiten Weltkrieg, beispielsweise Bücher über „Verbrechen an der Wehrmacht“.

## Kritik
Eigenen Angaben zufolge vermittelten die Geschichten der Landser-Hefte eine kriegskritische, pazifistische Grundhaltung, indem sie die Schrecken des Krieges illustrierten. Oft wurde dies auch explizit in einem Vorwort oder Nachwort zu einer Geschichte behauptet. Kritiker halten dies jedoch für floskelhafte Zusätze, die mit den tatsächlich vermittelten Werten nichts gemein haben, sondern eine reine Schutzbehauptung seien, um eine Indizierung als jugendgefährdend zu vermeiden. In Wirklichkeit sei der Landser hingegen ein den Krieg ästhetisierendes Narrativ, das ein falsches verherrlichendes Bild vom Zweiten Weltkrieg entwerfe. Der Spiegel bezeichnete den Landser in einem Artikel einmal als „Fachorgan für die Verklärung der Wehrmacht“, und der Autor Ernst Antoni sieht ihn als „Einstiegsdroge in die Neonazi-Szene“.
2013 warf Stefan Klemp in einer Studie für das Simon Wiesenthal Center der Bauer Media Group vor, Der Landser verherrliche den Nationalsozialismus. Demnach würden der Krieg auf Geschichten deutscher Helden reduziert, Verbrechen absichtlich ignoriert und Soldaten der SS-Division Totenkopf als Helden inszeniert. Die Bauer Media Group entgegnete:

„Alle Publikationen der Bauer Media Group stehen im Einklang mit den in Deutschland geltenden Gesetzen. Das gilt auch für ‚Der Landser‘. […] Die Bundesprüfstelle für jugendgefährdende Schriften hat die Publikation wiederholt überprüft. Es gab keine Beanstandungen. Zusätzlich lässt der Verlag freiwillig jede Ausgabe presserechtlich überprüfen. Der Verlag legt größten Wert darauf, dass darin weder der Nationalsozialismus verherrlicht wird, noch Naziverbrechen verharmlost werden.“

Das Bundesministerium des Innern erklärte, zunächst zusammen mit dem Bundesministerium der Justiz und dem Bundesministerium für Familie, Senioren, Frauen und Jugend das weitere Vorgehen abzusprechen, um die Inhalte auf Strafbarkeit zu prüfen. Laut der Bundesprüfstelle für jugendgefährdende Medien wurde in den letzten 25 Jahren keine Ausgabe von Der Landser indiziert.

## Einstellung der Printserie
Die Bauer Media Group gab Mitte September 2013 nach Kritik des Simon Wiesenthal Centers bekannt, die Heftreihe vom Markt zu nehmen und einzustellen. Die Bauer Media Group beauftragte nach Angaben von Spiegel Online in einer Pressemitteilung den Strafrechtler Otmar Kury mit einem Rechtsgutachten: „Das Gutachten kommt zu dem Ergebnis, dass Der Landser im Einklang mit den in Deutschland geltenden strengen Gesetzen steht und darin weder der Nationalsozialismus verherrlicht noch verharmlost wird. Auch die Bundesprüfstelle für jugendgefährdende Medien hatte die Publikation in der Vergangenheit wiederholt überprüft und seit über 25 Jahren nicht beanstandet.“ In der gleichen Pressemitteilung gibt der Verlag auch das Beenden der Publikation bekannt. So habe man die Vorwürfe zum Anlass genommen, den Landser „hinsichtlich der Portfoliostrategie des Unternehmens zu bewerten“. Die Auflage lag nach Schätzungen „nur noch bei wenigen tausend Kopien“.

## Nachfolger
Im Dezember 2013 erschien als Landser-Kopie das erste Heft der Reihe Weltkrieg. Erlebnisberichte. Herausgeber der vierzehntäglich erscheinenden Hefte ist der laut Impressum angeblich im schweizerischen Sarnen ansässige Verlag Mediavari AG. Doch die Adressangabe ist falsch und stellt nach Ansicht der Schweizer Medienrechtlerin Regula Bähler einen Verstoß gegen die Schweizer Impressumspflicht dar. Gegründet wurde der Verlag laut Datenblatt der AG-Gründung von dem Rostocker Rechtsanwalt Volker Beecken für einen ungenannten Auftraggeber. Wie die Journalistin Andrea Röpke im Antifaschistischen Infoblatt schreibt, recherchierte das NDR-Medienmagazin ZAPP, „dass sich allem Anschein nach hinter einer verwinkelten Strohmänner-Camouflage der Verlag Lesen & Schenken des norddeutschen Rechtsaußen-Verlegers Dietmar Munier“ verstecke. Die Bauer Media Group erklärte auf Anfrage, sie habe mit der Nachfolgepublikation Weltkrieg nichts zu tun und auch keine Rechte an andere vergeben.

### Fachartikel
- Florian Freund, Gustav Spann: Zur Auseinandersetzung mit der Apologie des Nationalsozialismus III. Triviale Kriegsromanhefte und der »Weltanschauungskrieg« im Osten. In: Zeitgeschichte, Jahrgang 10, Heft 9/10, Geyer-Edition, Wien 1982, ISSN 0256-5250, S. 370–392.
- Klaus F. Geiger: Kriegsverherrlichung in den Massenmedien? Darstellungen des Zweiten Weltkriegs und des Nationalsozialismus – Kriterien für ihre Beurteilung. In: Jugendschutz heute 1978, ISSN 0721-1910, Heft 6, S. 1–7; Nachgedruckt in: ajs informationen 1979, ISSN 0720-3551, Heft 1, S. 1–7.
- Bernd Lemke: Die verkappte Verherrlichung. Der Zweite Weltkrieg in den „Landser“-Kriegsromanen. In: Newsletter des Arbeitskreis Militärgeschichte e. V., Nr. 8, Dezember 1998, ISSN 1434-7873, S. 20–23.
- Bernd Lemke, Reiner App: Der Weltkrieg im Groschenheft-Format, Über den Lektüre-Reiz der Landser-Romane und ihre Verherrlichung des Zweiten Weltkriegs. In: Geschichte in Wissenschaft und Unterricht (GWU). Band 11/2005, ISSN 0016-9056, S. 636–641.
- Walter Nutz: Der Krieg als Abenteuer und Idylle. Landser-Hefte und triviale Kriegsromane. In: Norbert Honsza (Hrsg.): Untersuchungen zur populären Literatur im 20. Jahrhundert (Acta Universitatis Wratislaviensis, Band 853 (Germanica Wratislaviensia, Band 62)), 1987, ISSN 0239-6661, S. 99–115.
- Matías Martínez: Der trivialisierte Krieg. Die „Landser“-Hefte zwischen Erlebnisbericht und Schemalliteratur. In: Jens Westemeier (Hrsg.): „So war der deutsche Landser...“ das populäre Bild der Wehrmacht (= Krieg in der Geschichte. Band 101). Schöningh, Paderborn, ISBN 978-3-506-78770-5, S. 101–122.
- Jürgen Ritsert: Zur Gestalt der Ideologie in der Popularliteratur über den Zweiten Weltkrieg. In: Soziale Welt. Band 15, H. 3 (1964), S. 244–253, JSTOR:40876693
- Gerhard Schneider: Geschichte durch die Hintertür. Triviale und populärwissenschaftliche Literatur über den Nationalsozialismus und den Zweiten Weltkrieg. In: Aus Politik und Zeitgeschichte. Band 6, 1979, ISSN 0479-611X, S. 3–25.
- Stichwort: Landser-Hefte. In: Torben Fischer, Matthias N. Lorenz: Lexikon der 'Vergangenheitsbewältigung' in Deutschland: Debatten- und Diskursgeschichte des Nationalsozialismus nach 1945. transcript Verlag, 2015 online

### Presse
- Aus allen Rohren. In: Der Spiegel. Nr. 43, 1959, S. 76 (online).
- Prozeß um Landser-Schwarten. Wenn wir Dreck nicht mehr Dreck nennen dürfen. In: Die Zeit, Nr. 37/1960
Der Pabel-Verlag holte sich eine Abfuhr. In: Die Zeit, Nr. 39/1960.
- Jürgen Holtkamp: Nicht dran denken – weitermachen! Eine Blütenlese aus Pabels „Landser“-Heften. In: Die Zeit, Nr. 41/1966.
- Dieter Kühn: Den Panzerring vor dem Kopf. Ein Landser-Heft unter die Lupe genommen. In: Die Zeit, Nr. 41/1974.
- Kampferprobte Verbände. In: Der Spiegel. Nr. 32, 1998, S. 28 (online).
- Tobias Kaufmann: Von Feinden umschlossen. In: taz, 18. Juli 2000.

#### Verbotsdebatte 2013
- Stefan Klemp: Glorifying the Waffen-SS and Nazi War Criminals. Der Landser Magazine, Published by Pabel-Moewig, a subdivision of the Bauer publishing firm (PDF; 3,0 MB). Simon Wiesenthal Center Report July 2013
- Wiesenthal Center Calls for Closing of German Magazine It Says Glorifies Nazism, In: New York Times, 29. Juli 2013
- „Der Landser“ - harmlos oder kriegsverherrlichend?, In: Deutsche Welle, 30. Juli 2013
- Simon-Wiesenthal-Zentrum nimmt Publikation unter die Lupe. Glorifiziert „Der Landser“ die Nazi-Zeit?, In: n-tv, 31. Juli 2013
- Simon Wiesenthal Center: Jüdisches Zentrum fordert Verbot der „Landser“-Hefte, In: Spiegel online, 31. Juli 2013
- Simon Wiesenthal Center wirft Bauer Media Group Verherrlichung des Nationalsozialismus vor, In: newsroom.de, 31. Juli 2013
- Verherrlichen die „Landser“-Hefte die NS-Zeit?, In: Die Welt, 31. Juli 2013
- Bauer-Verlag soll Taschen-Heft „Der Landser“ wegen Nazi-Propaganda einstellen, In: Westdeutsche Allgemeine Zeitung, 31. Juli 2013
- „Landser“ glorifiziere die SS. Simon-Wiesenthal-Zentrum fordert Verbot, In: Tagesspiegel, 1. August 2013
- Rabbi Hier: „Bauer Media Group wäscht Nazis rein“, In: newsroom.de, 2. August 2013
- Rabbi Hier zu „Der Landser“: „Trennlinie zwischen Pressefreiheit und Schönfärberei überschritten“, In: newsroom.de, 2. August 2013
- Groschenheft „Der Landser“. Vom Holocaust kein Wort, In: FAZ, 3. August 2013
- Sich für 1,95 Euro mal so richtig schämen, In: Die Welt, 3. August 2013
- „Der Landser“ steht unter Beschuss. Gegner machen gegen Kriegsheft Front, In: n-tv, 9. August 2013
- „Der Landser“ unter Beschuss, In: Frankfurter Rundschau, 9. August 2013
- Einstellung der „Landser“-Hefte: Wie es niemals war. In: SZ, 15. September 2013.
- Durchgezappt. Dem „Landser“ widerfährt der „Abschuss der Woche“ (Memento vom 2. Oktober 2013 im Internet Archive) Beitrag der Sendung ZAPP des NDR vom 18. September 2013.
- Joachim Huber: „Landser“ heißt jetzt „Weltkrieg“, in: Der Tagesspiegel vom 20. Mai 2014